# NGC 1866
NGC 1866 là cụm sao cầu nằm trong chòm sao Kiếm Ngư. NGC 1866 được James Dunlop phát hiện vào ngày 3 tháng 8 năm 1826.